# Jan Smallenbroek (architect)
Jan Smallenbroek (Leek, 25 december 1852 - Assen, 18 maart 1932) was een Nederlandse architect.

## Leven en werk
Smallenbroek werd geboren als zoon van Albert Smallenbroek en Bouwina van der Velde. Zijn vader en grootvader waren watermolenaar in de provincie Groningen. Zelf werd hij opzichter bij Rijkswaterstaat en later architect. Hij trouwde in 1876 in Assen met Trijntje Offereins (1854-1913) en vestigde zich in Drenthe. Hun zoon Albert Smallenbroek volgde in zijn vaders voetsporen en werd ook architect. 
Smallenbroek overleed op 79-jarige leeftijd en werd begraven op de Zuiderbegraafplaats in Assen.

## Bouwwerken (selectie)
| Jaartal   | Locatie                       | Omschrijving                                                       | Afbeelding |
| --------- | ----------------------------- | ------------------------------------------------------------------ | ---------- |
| 1895      | Assen, Witterstraat 64-82     | Onderofficierswoningen (gemeentelijk monument)                     |            |
| 1895      | Assen, Marktstraat 8-10       | Woon- en winkelhuis (gemeentelijk monument)                        |            |
| 1898      | Assen, Oranjebond 14          | Arbeidershuisje (gemeentelijk monument)                            |            |
| 1897      | Assen, Kerkstraat 5-7         | Dubbel herenhuis (rijksmonument)                                   |            |
| 1899      | Assen, Marktstraat 23-25      | Woon- en winkelhuis (gemeentelijk monument)                        |            |
| 1899      | Assen, Marktstraat 27-29      | Woon- en winkelhuis (provinciaal monument)                         |            |
| 1899      | Assen, Kerkstraat 9           | Woonhuis (gemeentelijk monument)                                   |            |
| 1899      | Hoogeveen, Hoofdstraat 15     | Pastorie voor de gereformeerde kerk (provinciaal monument)         |            |
| 1900      | Assen, Dr. Nassaulaan 3       | Woonhuis, later in gebruik als pastorie (rijksmonument)            |            |
| 1901      | Assen, Groningerstraat 14     | Bethelkerk (rijksmonument)                                         |            |
| 1901      | Assen, Beilerstraat 8         | Woonhuis (gemeentelijk monument)                                   |            |
| 1901      | Assen, Groningerstraat 149    | Woonhuis (gemeentelijk monument)                                   |            |
| 1902      | Zuidlaren, Stationsweg        | Christelijke School voor LO en ULO (afgebroken)                    |            |
| 1902      | Assen, Oudestraat 26-28       | Dubbel woon- en winkelhuis                                         |            |
| 1903      | Assen, Marktstraat 13-15      | Woon- en winkelhuis (gemeentelijk monument)                        |            |
| 1904      | Assen, Marktstraat 17-19      | Woon- en winkelhuis (gemeentelijk monument)                        |            |
| 1905      | Assen, Vaart ZZ 1             | verbouwing van hotel Het wapen van Drenthe (gemeentelijk monument) |            |
| 1906      | Assen, Torenlaan 11           | woonhuis (rijksmonument)                                           |            |
| 1906-1907 | Assen, Stationsstraat 11      | Huize Ebbenerve, woonhuis (rijksmonument)                          |            |
| 1907      | Assen, Wilhelminastraat 19-21 | dubbel woonhuis (gemeentelijk monument)                            |            |
| 1917-1918 | Peize, Raadhuisstraat 1       | gemeentehuis (rijksmonument)                                       |            |